# Gerda Van Dooren
Gerda Van Dooren (1942 - 2020) is een Belgische rooms-katholieke zuster, die behoort tot de orde der Franciscanessen, Missionarissen van Maria (Witte Zusters).
In 1974 ging zij als missiezuster naar Suriname. Zij woonde en werkte tot november 1986 in Albina, het grensplaatsje aan de Marowijnerivier in Oost-Suriname. Door de Binnenlandse Oorlog was zij genoodzaakt op 15 november 1986 om samen met een grote stroom van voornamelijk marron vluchtelingen een heenkomen te zoeken in Frans-Guyana. Zij speelde in Saint-Laurent-du-Maroni een belangrijke rol in de opvang en huisvesting van de duizenden vluchtelingen. Tevens speelde zij een intermediaire rol tussen de Frans-Guyanese autoriteiten en de vluchtelingen. 
In 1992, na de beëindiging van de Binnenlandse Oorlog, werden de vluchtelingenkampen afgebroken. Zuster Gerda Van Dooren werd door haar kloosterorde teruggeroepen naar Europa en vestigde zich in Amsterdam. In 2007 vestigde zij zich weer bij haar orde in Antwerpen. 
Voor haar grote verdiensten voor de vluchtelingenopvang ontving zij in 2008 de hoogste marrononderscheiding, de Gaanman Gazon Matodja Award.
Van Dooren overleed te Antwerpen in 2020